# Boucle de Barnard

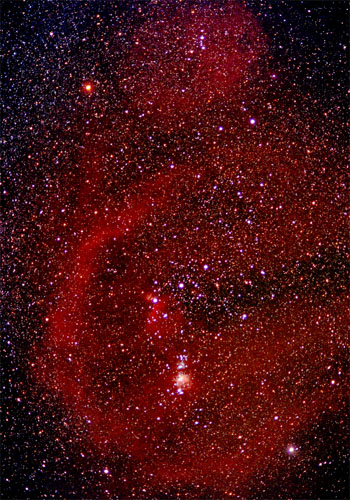
Boucle de Barnard.

La boucle de Barnard (Sh 2-276) est une nébuleuse en émission située approximativement à 1 600 années-lumière du système solaire dans la constellation d'Orion. Elle a été découverte en 1895 par E.E. Barnard. Depuis la Terre, la boucle s'étend sur un champ apparent d'environ 10°, ce qui correspond à une taille de l'ordre de 300 années-lumière.

## Son environnement
La boucle fait partie du nuage d'Orion, un nuage moléculaire géant qui contient également la nébuleuse de la Tête de Cheval et la nébuleuse d'Orion. Elle se présente en forme d'arc de cercle approximativement centré sur la nébuleuse d'Orion.

### Formation
Il semble qu'elle ait été formée par l'explosion d'une supernova il y a environ 2 millions d'années[réf. souhaitée]. Des astronomes[Qui ?] pensent généralement que les étoiles présentes dans la nébuleuse d'Orion sont responsables de l'ionisation de la boucle de Barnard. Il s'agit d'une région HII principalement constituée d'hydrogène ionisé dont elle tire sa couleur rouge.

## Observation
La boucle est visible sur les photographies à long temps de pose. Elle ne peut pas être vue à l'œil nu.